# بيلي غاريت
بيلي غاريت (بالإنجليزية: Billy Garrett)‏ هو سائق سباق ومهندس أمريكي، ولد في 24 أبريل 1933 في برينستون في الولايات المتحدة، وتوفي في 15 فبراير 1999 في غلينديل في الولايات المتحدة.

## وصلات خارجية
- بيلي غاريت على موقع DriverDB.com (الإنجليزية)